# 翔龍山摩崖造像及石刻
翔龍山摩崖造像及石刻位於四川省內江市市中區，文物遺址年代判定為唐至民国。1996年9月16日公佈為四川省第四批省級文物保護單位。2013年3月5日列為第七批全國重點文物保護單位。